# Бейжош
Бейжош (порт. Beijós) — район (фрегезия) в Португалии, входит в округ Визеу. Является составной частью муниципалитета Каррегал-ду-Сал. Находится в составе крупной городской агломерации Большое Визеу. По старому административному делению входил в провинцию Бейра-Алта. Входит в экономико-статистический субрегион Дан-Лафойнш, который входит в Центральный регион. Население составляет 1217 человек на 2001 год. Занимает площадь 12,55 км².
Покровителем района считается Иоанн Креститель (порт. São João).